# Минеев, Дмитрий Андреевич
Дми́трий Андре́евич Мине́ев (14 апреля 1935, Москва — 5 августа 1992, там же) — советский геохимик и минералог. Доктор геолого-минералогических наук (1972), профессор (1977). Первый президент РАЕН.
Лауреат премии Совета Министров СССР (1981). Заслуженный деятель науки и техники РСФСР (1985).

## Биография
Родился в семье инженера-химика Андрея Андреевича Минеева.
Закончил мужскую школу № 110 в 1953 году, где преподавала химию его мать Любовь Иосифовна Розина-Минеева.
С 1953 по 1958 год учился на кафедре геохимии геологического факультета МГУ. Ученик академика А. П. Виноградова.
Работал в Институте минералогии, геохимии и кристаллографии редких элементов (ИМГРЭ). Член КПСС (1973).
С 1973 года работал в должности профессора Московского геологоразведочного института (МГРИ), — звание профессора присвоено в 1977 году.
С того же года там заведующий кафедрой минералогии и геохимии; также являлся научным руководителем Минералогического музея имени В. И. Вернадского того же института.
Ведущий научный сотрудник ИМГРЭ Мингео и АН СССР, эксперт ГКЗ и Госплана СССР.  Был членом Российское минералогическое общество.
Организатор и первый президент Российской академии естественных наук (РАЕН), в 1990—1992 годах.
Похоронен на Ваганьковском кладбище.

## Вклад в науку
Занимался исследованиями в области геохимии и минералогии редких и радиоактивных элементов, разработкой теоретических, методологических и практических аспектов проблемы комплексности рудного и нерудного минерального сырья. Разработал новые методы исследования закономерного изменения формы кристаллов минералов в процессе их роста по авторадиографии и синхронизации разрозненно растущих кристаллов по их зональности.
Им исследованы закономерности в распределении и перераспределении редких элементов и редкометалльной минерализации в породах разных метаморфических фаций, в гранитных пегматитах, щелочных гранитоидах и связанных с ними редкоземельных метасоматитах на Кольском полуострове, в Карелии, на Урале, Украине, Кавказе, в Казахстане, на Дальнем Востоке и в Монголии. Открыл и описал новые типы редкометалльных Nb—Zr — редкоземельных руд, два новых редкометалльных минерала. Открыл и исследовал естественную систему спектров лантаноидов в породах, рудах и минералах; открыл и экспериментально исследовал условия их максимального фракционирования; открыл явление накопления иттрия в объектах морского генезиса.
Первооткрыватель месторождений, автор двух открытий, зарегистрированных в СССР:
- Закономерность пространственно-временного изменения морфологии минеральных индивидов в процессах природного кристаллообразования (совместно с Д. П. Григорьевым, И. И. Шафрановским, Н. З. Евзиковой, И. Н. Костовым, Б. Н. Зидаровым, В. А. Поповым, Н. П. Юшкиным)[6].
- Явление геохимической дифференциации и концентрации редких элементов-аналогов и алюминия (совместно с Беусом А. А., Коваленко В. И., Когарко Л. Н., Кудриным В. С., Ситнин А. А., Лувсанданзан Б.)[7].

Первооткрыватель редкометально-фосфатного месторождения.

## Семья
Жена — доктор геолого-минералогических наук И. Г. Минеева (1936—2013).
Семья Минеевых обосновалась в Ростове Великом в конце XVII века, когда Самсон (Самушка) и Демьян (Дёмка) Минеевы (дети плотника из государственного села Вощажниково) переселились в Ростов Великий на Горицы. Там, около церкви Рождества Богородицы, они приобрели земельный участок 19 января 1700 года. Внук Самсона Минеева, Алексей Романович Минеев (1748—1821) был купцом 3-й гильдии. Его сын Трифон Алексеевич Минеев (1819—1872) был художником, владельцем иконописной мастерской по финифти, по «Списку ремесленников, проживающих в городе Ростове в 1848 году» Т. А. Минеев числился по первому цеху как «финиф. живопис. мастер», проживающий в собственном доме «на подозерской линии».
Прадед Дмитрия Минеева — Дмитрий Трифонович Минеев (1857—1925), купец 2-й гильдии, в 1870 году поселился в Костроме, где владел «Магазином Игольно-Галантерейных товаров для розничной торговли и мелкия золотыя и серебряныя вещи» на Суровской линии Гостиного двора на Сусанинской площади и книжной лавкой. В конце XIX века Дмитрий Трифонович занялся политикой и общественными делами: был выборщиком членов Государственной Думы по Костромскому уезду за 1906 год, членом Костромской городской управы, членом Городского раскладочного присутствия, директором ночлежного дома купца Чернова, председателем городской управы (ок. 1914), гласным Думы и, в конце концов заместителем городского головы. За заслуги около 1915 года получил чин коллежского регистратора. После революции работал на Костромской льняной фабрике. В Костромском государственном архиве есть сведения о детях Дмитрия Трифоновича в картотеке жандармского управления. Дела сгорели в пожаре 1982 года, а картотека осталась.
Об Андрее Дмитриевиче Минееве (1884—1928) — деде Дмитрия Минеева, написано, что учительствовал в 1907—1917 годах, подвержен революционным идеям, социалист. Его брат Алексей Дмитриевич (1882—?), выпускник Императорского Московского технического училища (ИМТУ), участвовал в противоправительственной демонстрации 1 мая 1905 года и был выпущен на поруки Д. Т. Минеева. Был репрессирован 5 октября 1929 года, будучи в должности технического руководителя Ростовской льнопрядильной фабрики, Андрей Дмитриевич Минеев преподавал математику после окончания механико-математического факультета Московского государственного университета в г. Бежецке Тверской губернии одновременно в Бежецкой женской гимназии и в Бежецком городском частном реальном училище с 1908 по 1915 год. В городе Бежецк в 1909 году родился отец Дмитрия Минеева — Андрей Андреевич Минеев (1909—1938).
По материнской линии, внук Иосифа Давидовича Розина и Евгении Наумовны Бейлиной.

## Память
В честь Д. А. Минеева названы:
- Минеевит (mineevite)— минерал сложного состава: фтор-хлор-сульфатокарбонат натрия и бария, содержащий редкоземельные(Y,Gd,Dy) элементы. [17][18]
- Учебная аудитория в МГРИ.

## Архивные источники и литература
- Заявление для торговых предприятий. Предприятие №366 //   ГАКО. Ф. 200. Оп. 8. Д. 117.
- Ростовская городская шестигласная дума Ярославской губернии. Список купцов //   Филиал Ярославоблархива в г. Ростове. Ф. 1. Оп. 1. Д. 733.
- Список лиц, имеющих право участия на съезде городских избирателей по Костромскому уезду для выбора избирателей членов Государственной Думы от Костромской губернии. 1906 год //   ГАКО. Д. 2898.
- Список-справочник на руководителей учреждений бывшего царского и временного правительства //   ГАКО.
- Мелуа А. И. Геологи и горные инженеры России: энциклопедия / Под ред. акад. Н. П. Лаверова. — Гуманистика, 2000.
- Хомяков А. П., Полежаева Л. И., Ямнова Н. А., Пущаровский Д. Ю. Минеевит-(Y)-Na25Ba(Y,Cd,Dy)2(CO3)11(HCO3)4(SO4)2F2CI-новый минерал. Записки РМО. 1992. Часть 121, Вып. 6, стр. 138—143 Pekov I.V. Minerals First Discovered on the Territory of the Former Soviet Union. Moscow, OP, 1998. 369 pp.